# Dubravko Škurla
Dubravko Škurla (Skurla) (Preko, Ugljan, 4. rujna 1933. – Zagreb, 10. svibnja 1957.), hrvatski pjesnik. Posve atipične sudbine, Škurla je poeta izuzetne snage i impresivna opusa koji bilježi neviđene razvojne skokove, ostao je, u čudnim igrama životnih okolnosti – nezasluženo književno zaboravljen.

## Životopis
Rodio se u Preku na Ugljanu. Pjesme je počeo pisati u ranoj mladosti. Bio je mladi genijalac. Studirao je u Zagrebu ruski i hrvatski jezik i književnost. Toliko je bio zapažen na studiju na Filozofskom fakultetu da su mu ponudili već na prvoj godini posao demonstratora kod prof. Josipa Badalića. Škurla je pisao i objavljivao po časopisima.
U prvome razdoblju (1950. – 1951.) Škurla je još u zagrljaju tradicionalističke poetike koja, doduše iznimnom bujnošću i senzibilnošću, zapravo ponavlja gradivo, evocira lirske i retoričke topose u rasponu od romantizma, preko moderne do međuratnoga intimizma. Škurla se još koristi vezanim stihom s rimom, a oblikovna harmoniziranost odraz je određena doživljaja cjelovitosti svijeta. Ta se, doduše, cjelovitost doživljava kao romantičarska korespondencija svih stvari, a osobni se integritet ostvaruje u emotivnim i duhovnim zanosima kojima se lirski subjekt nastoji sljubiti sa svim vanjskim i unutarnjim. Takvi zanosi, svojevrstan povišen ton, baš su i nužni da bi se spomenuta sljubljivanja i mogla zbivati. Emotivna uzburkanost ujedno i narušava žuđeni sklad pa subjekt pjesme povremeno počinje i stršati u odnosu na predmet svoga opjevavanja, promeće se upravo u iskorijenjena i osamljena, u ekstremnim slučajevima i prokletoga, romantičarskog lirskog protagonista koji svijetlu emotivnost zamjenjuje veltšmercom.
U idućem razdoblju (1952. – 1953.) Škurlina poezija zadobiva znatno sigurniji ton i stihotvoračku vještinu, koja uz dobro ovladavanje vezanim stihom sada inaugurira i slobodnije modernističke ritmove. Istodobno, postupno se oslobađa klišejiziranosti i u već bolje svladanu poetsku formu mjestimice se inkrustiraju vrlo neobične, najčešće uspjele, poetske slike – neki zameci buduće iznimno sugestivne Škurline slikovitosti bliske nadrealističkim postupcima. Nadalje, gotovo ekspresionistički izdvajaju se boje – posebice šimićevske žuta, plava i crna – koje zadobivaju simbolizacijsku i sugestivnu, upravo ekspresivnu, funkciju. Iako je predmet opjevavanja još očuvan i prepoznatljiv (ljubav, draga, eterična ženstvenost, priroda, lirski protagonist u duhovnom zanosu i klonuću), cijela atmosfera pjesme postaje sve irealnija, zasanjanija. Dapače, s duhovnoga jedinstva s prirodom i kozmosom poetički se akcent preusmjerava na snažniju simbolizaciju pri stvaranju o bilo kakvoj stvarnosti već neovisna poetskog svijeta. Cjelovitost duhovnoga i emotivnog sljubljivanja s vanjskim svijetom sad se zamjenjuje još postojećom cjelovitošću bajkovite nadstvarne vizije koju naslutaji iracionalnog crnila još ne razgrađuju, nego joj, dapače, pojačavaju sugestivnost.
Od ljeta 1955. sve do smrti 10. svibnja 1957. napisao je šezdesetak pjesama, od kojih nekoliko antologijskih, kojima će se probiti u novu poetiku i u hrvatskoj poeziji dotad neistražen pjesnički prostor. U posljednje dvije godine Škurlina života njegova poezija račva na dva razmjerno odijeljena tipa. S jedne je strane poezija gotovo lorkijanske pokraćenosti i sugestivnosti, odnosno pjesme sažetijeg izraza, odijeljenih slika u čijem se asocijativnom srazu postižu snažni poetski učinci, kompozicija temeljenih na paralelizmima i naglašenih poanti. U tim se pjesmama kakve svjetopogledne protege najčešće nastoje naslutiti posve neizravno, tek takozvanim pjesništvom slikovnoga mišljenja koje izbjegava svaku diskurzivnost. Na drugoj su pak strani pjesme rapsodične intonacije, oslobođenog stiha i kompozicije, čije je temeljno načelo suprotno spomenutoj poetskoj ekonomiji. U takvim se pjesmama irealni duhovni prostor, dominantno obilježen tamnim koloritom i propasnim snoviđenjima, doseže intenzivnim retoričkim nagomilavanjem, ekspresivnom euforijom i nadrealnim slikama, kojima se razgrće plašt stvarnosti i prisvaja govor o nepoznatom. U spomenutoj euforičnoj retoričnosti i razdrtoj slikovitosti u Škurlinim pjesmama pokatkad se mogu snažno osjetiti i odjeci rapsodičnoga ekspresionizma. U najvrsnijim, uistinu antologijskim, Škurlinim pjesmama kao da se pak događa sinteza najboljih odlika spomenutih dvaju poetskih tipova.
1955. godine trebala mu je izaći prva knjiga pjesama. U dramatičnom finalu Škurlina je poetska potencija na vrhuncu, knjiga mu je pred izlaskom. Zainteresirao je jednoga od vodećih nakladnika i urednika za pjesnike – Lykosa i Slavka Mihalića. Odlučeno je da se mladom pjesniku tiska prva zbirka pjesama pa je već izrađena i naslovnica za knjigu, koja je Škurlu mogla lansirati u sam pjesnički vrh tek nastupajućega krugovaškog naraštaja. Hipersenzibilni pjesnik istodobno je pisao svoje najbolje pjesme, ali mu je mentalno zdravlje bilo sve teže te je hospitaliziran u bolnici na zagrebačkom Rebru. Tragično umire. Njegovom smrću i druge stvari polaze po zlu. Hodao na čelu hrvatske lirike, a da toga nije bio ni svjestan. Ne izlazi mu, naime, ni već gotovo otisnuta knjiga, čije je objavljivanje, prema Mihalićevu svjedočenju, omela pjesnikova tragična smrt, ali i spoznaja da je Škurla iza sebe ostavio nasljeđe od nekoliko stotina pjesama, koje je trebalo pregledati i eventualno objaviti opsežniju knjigu s kompetentim izborom iz cjelokupnog opusa. No nakladnička kuća Lykos doskora je prestala objavljivati poeziju, a zatim se i sama ugasila. Nakon toga Škurline pjesme objavljivane su po raznim književnim časopisima, o desetogodišnjici njegove smrti (1967.) Matica hrvatska u Splitu tiskala je knjigu Dvije obale s manjim izborom njegovih pjesama, a 1970., kod Matice hrvatske u Zagrebu, Mihalić napokon objavljuje vrlo kompetentan izbor iz Škurline poezije pod naslovom Kameni brid. Ta knjiga sadrži 104 pjesme, i to nastale od 1950. sve do kraja Škurlina života. Valja napomenuti da je Mihalić u nju uvrstio sve Škurline pjesme iz posljednjih dviju godina njegova života, po kojima je on tada zasigurno bio u vrhu hrvatskoga pjesništva. 1993. godine objavljeni su fragmenti njegove poezije Zapisi.